# Rehab (canción de Amy Winehouse)
«Rehab» (En español: «Rehabilitación») es una canción interpretada por la cantante británica Amy Winehouse. Fue lanzada el 23 de octubre de 2006 como el sencillo principal de su segundo y último álbum de estudio, Back to Black. El tema fue coescrito por Winehouse y Mark Ronson. La producción estuvo encabezada por este último.
De acuerdo al sistema de información de ventas Nielsen SoundScan, hasta el sábado 23 de julio de 2011, «Rehab» vendió alrededor de 1,7 millones de descargas en los Estados Unidos. Asimismo, de acuerdo a la revista de música Billboard, en el mes de junio de 2007, el sencillo alcanzó la posición N.º 9 de su ranking Billboard Hot 100, el más importante de radiodifusión y venta de canciones del país, siendo el primer y único sencillo de la cantante en obtener este puesto.
En 2008 «Rehab» ganó tres galardones en la 50.ª edición de los Premios Grammy, en las categorías de canción del año, grabación del año, y mejor interpretación vocal pop femenina.

## Antecedentes
Mitch Winehouse, el padre de Amy, confirma la historia de Ronson sobre los orígenes de la canción en su biografía, Amy, My Daughter (2012). Él escribe que Ronson y Winehouse se inspiraron mutuamente musicalmente, y agregó que Amy había escrito esa línea en uno de sus cuadernos años antes y le dijo que planeaba escribir una canción sobre ese día. Después de que Ronson escuchó la línea durante la conversación de él y Amy en Nueva York, sugirió que la convirtieran en una canción. El libro dice que ese fue el momento en que la canción "cobró vida".
En la película Amy, el director Asif Kapadia mostró una entrevista con Mitch en la que explicó que "no creía que [Winehouse] necesitara tratamiento [por su adicción a las drogas y al alcohol]". En una aparición en el programa de entrevistas británico Loose Women, Mitch aclaró los comentarios que hizo en la película, diciendo que Kapadia malinterpretó lo que realmente le dijo a Winehouse: "[...] digo que Amy no necesitaba ir a rehabilitación, ¿verdad? Lo que realmente dije fue, refiriéndome a 2005, Amy no necesitaba ir a rehabilitación en ese momento. Más tarde fue una historia completamente diferente, lo que le da un significado totalmente diferente a lo que dije". 
"Rehab" es una canción de soul y R&B. En la letra, Winehouse menciona "Ray" y "Mr. Hathaway", en referencia a Ray Charles y Donny Hathaway.

## Posicionamiento en lista

### Semanal
| Gráfico (2006–2008)                        | Pico de posición |
| ------------------------------------------ | ---------------- |
| Australia (ARIA)                           | 27               |
| Austria (Ö3 Austria Top 40)                | 19               |
| Bélgica (Flandes) (Ultratop 50)            | 10               |
| Bélgica (Valonia) (Ultratop 50)            | 24               |
| Canadá (Canadian Hot 100)                  | 10               |
| República Checa (Rádio Top 100 Oficiální)  | 49               |
| Dinamarca (Tracklisten)                    | 5                |
| European Hot 100                           | 23               |
| Finlandia (OFC)                            | 15               |
| Francia (SNEP)                             | 11               |
| Alemania (Media Control AG)                | 23               |
| Hungría (Rádiós Top 40)                    | 1                |
| Israel (Media Forest)                      | 2                |
| Italia (FIMI)                              | 11               |
| Japón (Japan Hot 100)                      | 84               |
| Países Bajos (Dutch Top 40)                | 17               |
| Países Bajos (Mega Single Top 100)         | 13               |
| Nueva Zelanda (Recorded Music NZ)          | 12               |
| Noruega (VG-lista)                         | 1                |
| Portugal Digital Songs (Billboard)         | 3                |
| Eslovaquia (Rádio Top 100 Oficiálna)       | 77               |
| España (Top 100 Canciones)                 | 3                |
| España (Airplay Chart)                     | 2                |
| Suecia (Sverigetopplistan)                 | 51               |
| Suiza (Schweizer Hitparade)                | 11               |
| Reino Unido (UK Singles Chart)             | 7                |
| Estados Unidos (Billboard Hot 100)         | 9                |
| Estados Unidos (Adult Top 40)              | 14               |
| Estados Unidos (Alternative Airplay)       | 32               |
| Estados Unidos (Dance/Mix Show Airplay)    | 3                |
| Estados Unidos Hot RingMasters (Billboard) | 22               |
| US Pop 100 (Billboard)                     | 10               |
| Estados Unidos (Mainstream Top 40)         | 13               |
| Estados Unidos (Rhythmic)                  | 34               |

## Certificaciones
| País | Certificación | Ventas    |
| --- | ------------- | --------- |
| Bélgica (BEA) | Oro           | 15 000    |
| Dinamarca (IFPI Dinamarca) | Platino       | 15 000    |
| Italia (FIMI) | Platino       | 30 000    |
| Nueva Zelanda (RMNZ) | Oro           | 5000      |
| España (PROMUSICAE) | 3× Platino    | 60 000    |
| Suiza (IFPI Switzerland) | Platino       | 30 000    |
| Reino Unido (BPI) | Platino       | 600 000^  |
| Estados Unidos | Platino       | 2 000 000 |
| *las cifras de ventas sobre la base de la certificación por sí sola ^cifras de envíos sobre la base de la certificación por sí sola xcifras no especificadas sobre base de la certificación por sí sola |               |           |